# 프릭스: 원 오브 어스
《프릭스: 원 오브 어스》(독일어: Freaks – Du bist eine von uns)는 2020년 넷플릭스에서 공개된 독일의 판타지 액션 영화이다. 감독은 펠릭스 빈더이고, 코르넬리아 그뢰셸, 팀 올리버 슐츠, 보탄 발케 뫼링, 니나 쿤첸도르프가 출연한다. 평범한 주부가 억압받아온 초능력을 각성하고 자신과 같은 초능력자들을 만나며 벌어지는 이야기이다.

## 줄거리
소녀 벤디는 어느 날 초능력을 각성해서 사고를 일으킨다. 정신과 의사 닥터 슈테른이 찾아와 벤디를 보호해주고 그 후 벤디는 매일 초능력을 억제하는 파란 알약을 먹으며 평범하게 자라난다.
시간이 흘러 벤디는 가족을 꾸리고 평범한 일상을 보낸다. 하지만 형편이 여의치 않아 빚을 지게 되고, 큰 돈이 필요해진다. 작은 식당에서 요리사로 일하는 벤디는 승진을 하기를 원하지만 까탈스러운 점장은 벤디를 구박하고 짜증만 돋군다. 벤디는 일하던 중 마레크라는 이름의 노숙자를 만나는데, 마레크는 벤디가 자신들과 같은 존재라고 말한다. 마레크는 벤디에게 알약 복용을 그만두고 초능력을 받아들이라고 말하지만, 벤디는 어린 시절 사고의 기억 때문에 거절한다. 그러자 마레크는 도로에 뛰어들어 차에 치어도 되살아나는 자신의 초능력을 보여준다.
벤디는 알약을 먹지 않기 시작한다. 그러자 곧 놀라운 괴력이 생긴다. 그리고 이 힘으로 짜증스러운 점장을 입다물게 하고 승진도 하게 된다. 한편 같은 식당에서 일하는 청년 엘마어가 그런 벤디의 힘을 목격한다. 슈퍼히어로 마니아인 엘마어는 사실 벤디와 같은 억제된 초능력자였다. 벤디를 따라 약을 끊자 엘마어에게는 전기를 조종하는 힘이 생긴다. 새로운 힘에 들뜬 두 사람은 클럽에서 밤새 춤을 추다가 시비가 붙은 패거리를 때려눕힌다. 벤디는 괴력으로 ATM을 열어 금전 문제도 해결한다. 엘마어는 슈퍼히어로 '일렉트로맨'을 자칭하기 시작한다.
곧 벤디에게 습격받은 패거리의 이야기를 듣고 닥터 슈테른이 벤디를 찾아와, 약을 다시 먹으라고 경고한다. 벤디는 마레크에게 엘마어를 소개하고, 자신들과 같은 초능력자를 수감하는 정신병원을 해방하기 위해 찾아간다. 하지만 그들은 순식간에 경비원들에게 포위된다. 그때 엘마어가 초능력으로 경비원들을 전부 감전시키고 일행은 빠져나온다. 엘마어는 의기양양했지만 벤디는 사람을 상하게 한 그를 질책하고, 마레크도 자신의 거처가 발각될 위험 때문에 엘마어를 멀리한다. 벤디가 집에 돌아오자 남편은 그녀의 외도를 의심한다. 한편 엘마어는 집에서 초능력을 부려 아버지의 내연녀를 쫓아낸다. 그리고 닥터 슈테른을 찾아가 마레크를 고발하고, 마레크는 정신병원으로 납치된다.
벤디는 흐트러진 가족관계를 회복시키기 위해 하우스 파티를 연다. 그때 엘마어가 히어로 복장을 입고 나타나서는 힘을 합쳐 히어로가 되자는 제안을 한다. 벤디는 거절하고 쫓아내지만, 외도를 의심한 남편을 뿌리치면서 괴력을 써버린다. 이후 엘마어는 집에서 아버지를 감전시키고, 엘마어를 뒤쫓아온 벤디도 기절시켜 버린다. 벤디는 정신병원에 수감되어 다시 약을 먹고 능력을 억제당하기 시작한다. 그런 벤디에게 엘마어가 다시 찾아와 지난 일을 사과하고 자신을 따르라고 제안하지만 다시 거절당한다. 곧 엘마어는 병원을 정전시켜 초능력자들을 전부 해방시킨다. 벤디도 병실을 탈출했다가 닥터 슈테른을 마주친다. 슈테른은 총을 쏘지만, 총알은 그녀를 막아선 마레크가 맞았다. 마레크는 능력이 억제된 상태였기에 회복하지 못하고 죽는다. 벤디는 슈테른을 때려눕히고 집으로 향한다. 벤디의 집에는 이미 엘마어가 기다리고 있었다. 벤디는 전기가 흐르는 엘마어의 몸에 타격을 주지 못한다. 그때 남편이 절연장갑을 넘겨주고, 장갑을 낀 손으로 벤디는 엘마어를 집 수영장으로 날려 버린다. 엘마어는 자신의 전기에 감전되어 쓰러진다.
벤디는 쫓기는 신세가 되었으므로 가족을 떠나, 도시를 돌아다니며 탈출한 초능력자들을 규합하기 시작한다. 한편, 벤디의 아들 카를은 염동력을 발휘하기 시작한다.

## 출연진
- 코르넬리아 그뢰셸/샤를로테 반홀처(아역) - 벤디 슐체
- 팀 올리버 슐츠 - 엘마어
- 보탄 빌케 뫼링 - 마레크
- 니나 쿤첸도르프 - 닥터 슈테른
- 프레데리크 링케만 - 라르스
- 핀라이 베르거 - 카를
- 기자 플라케 - 앙겔라
- 랄프 헤르포르트 - 게르하르트
- 텔마 부아벵 - 한탈